# Río Makara (Wellington)
El Río Makara es un afluente del Río Huangarua, parte del sistema del Río Ruamahanga, en Nueva Zelanda. Fluye al norte de los Montes Aorangi, llegando al Huangarua al sur de Martinborough.